# Émeric Crucé
Émeric Crucé o Émeric de la Croix (1590 ? – 1648) è stato un monaco cristiano francese.
Poco si conosce della sua vita, ma è noto per aver scritto il Nouveau Cynée, uno dei saggi politici più rappresentativi della pubblicistica seicentesca francese.

## Biografia
Figlio di Odin Crucé, un aderente alla Lega cattolica, dopo le guerre di religione si dedica agli studi e all'insegnamento a Parigi. Nel 1623 pubblica il Nuovo Cinea, il saggio politico che lo renderà noto.
Al Collège Cardinal Lemoine avrebbe forse avuto tra i suoi allievi Gabriel Naudé: l'opera di Crucé è citata nella sua Bibliografia politica del 1633.

## IlNuovo Cinea
Il Nuovo Cinea fa riferimento a Cinea, consigliere di Pirro, il quale fece presente al suo re che per godersi la tranquillità della vita non aveva bisogno di imbattersi in guerre di conquista.
Nel Nuovo Cinea, Crucé suggerisce di creare un'assemblea composta da tutti i sovrani della terra, e che dovesse avere il compito di aggiudicare in maniera pacifica le controversie tra stati. Crucé suggeriva che questa assemblea potesse aver sede a Venezia, in quanto porta di contatto tra l'Europa cristiana e l'Oriente. Suggeriva anche che l'Assemblea potesse essere presieduta dal papa, ma assegnava al Sultano il compito di vicepresidente.
Il progetto di Crucé fu ripreso e sviluppato da l'abate di Saint-Pierre e dagli altri autori dei progetti di pace perpetua.
La proposta è spesso ritenuta una antesignana dell'Assemblea generale delle Nazioni Unite.